# Verwaltungsgemeinschaft Memmingerberg
Die Verwaltungsgemeinschaft Memmingerberg im schwäbischen Landkreis Unterallgäu besteht seit der Gemeindegebietsreform am 1. Mai 1978. Ihr gehören als Mitgliedsgemeinden an:
1. Benningen, 2089 Einwohner, 11,17 km²
2. Holzgünz, 1344 Einwohner, 12,08 km²
3. Lachen, 1680 Einwohner, 13,31 km²
4. Memmingerberg, 3040 Einwohner, 6,08 km²
5. Trunkelsberg, 1727 Einwohner, 1,94 km²
6. Ungerhausen, 1086 Einwohner, 7,02 km²

Sitz der Verwaltungsgemeinschaft ist Memmingerberg.